# سلطان سعيد
سلطان سعيد (من مواليد 1 أغسطس 1976) هو رياضي مالديفي متخصص في رياضة الجري السريع 100 متر، شارك في دورة الألعاب الأولمبية الصيفية عام 2004.

## روابط خارجية
- سلطان سعيد على موقع الاتحاد الدولي لألعاب القوى (الإنجليزية)
- سلطان سعيد على موقع أوليمبيديا (الإنجليزية)
- سلطان سعيد على موقع اتحاد ألعاب الكومنولث (مؤرشف) (الإنجليزية)